# Maodao (sockenhuvudort i Kina, Hainan Sheng, lat 18,82, long 109,40)
Maodao är en sockenhuvudort i Kina. Den ligger i provinsen Hainan, i den södra delen av landet, omkring 170 kilometer sydväst om provinshuvudstaden Haikou. Antalet invånare är 4 802. Befolkningen består av 2 181 kvinnor och 2 621 män. Barn under 15 år utgör 23,0 %, vuxna 15-64 år 69 %, och äldre över 65 år 7,0 %.
Runt Maodao är det ganska tätbefolkat, med 56 invånare per kvadratkilometer. Närmaste större samhälle är Wanchong, 9,1 km väster om Maodao. I omgivningarna runt Maodao växer i huvudsak städsegrön lövskog.
Genomsnittlig årsnederbörd är 2 114 millimeter. Den regnigaste månaden är juli, med i genomsnitt 364 mm nederbörd, och den torraste är januari, med 14 mm nederbörd.